# Патристика

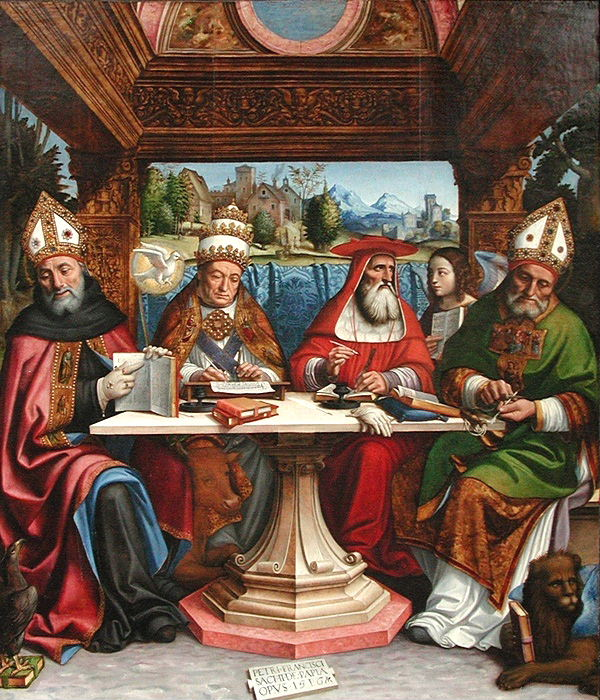
Pier_Francesco_Sacchi 1516, Чотири вчителі Церкви представлені з атрибутами чотирьох євангелістів: св. Августин з орлом, св. Григорій Великий з биком, св. Ієронім з ангелом, св. Амвросій з крилатим левом

Патристика — у філософії загальна назва напряму, заснованого Отцями церкви. У теології — це сукупність вчень отців церкви та авторитетних церковних письменників I—VIII століть (патрологія при цьому розглядається як наука про патристику, що включає також відповідні філологічні, джерелознавчі, текстологічні, історичні аспекти).

## У філософії
Філософія Середньовіччя не тільки започатковується в античному світі, а й має в його межах свою класику — і саме нею є патристика. В історії філософії це поняття використовується для позначення християнських теологічних та філософських вчень І–VIII століть, коли їхні представники — Тертуліан, Климент Александрійський, Ориген, Аврелій Августин  захищали християнську доктрину від філософії язичників, юдейського світогляду, державної влади, яка спиралася на міфологічні уявлення про дійсність. З III століття патристика, навпаки, починає пристосовуватися до теоретичної форми світогляду — філософії, використовує неоплатонізм для обґрунтування християнського віровчення.

## У теології
В теології патристика є частиною догматики (часто як історія догми) чи патрології (як один з об'єктів дослідження). Іноді патристика ототожнюється з патрологією. У православній церкві поширене (однак не загальноприйняте) розуміння патристики (і, відповідно, патрології) не як класичного періоду розвитку богословської думки, а як сукупності богословських учень взагалі, тобто без завершення періоду у VIII столітті. Тому у православній літературі можна іноді зустріти терміни «давньоруська патристика», «румунська патристика», «патристика XIX століття» і под. Це робиться з метою підкреслення єдності і тяглості богословської думки в Церкві.

## Основні представники
- Юстин Філософ  (прибл. 100 р. — прибл. 165 р.)
- Тертуліан (прибл. 160 р. — прибл. 225 р.)
- Аврелій Августин  (прибл. 354 р. — прибл. 430 р.)
- Климент Александрійський (прибл. 150 р. — прибл. 215 р.)
- Іреней Ліонський (прибл. 120 р. — прибл. 202 р.)
- Василій Великий (прибл. 330 р. — 379 р.)
- Григорій Богослов (прибл. 329 р. — прибл. 389 р.)
- Григорій Ниський (прибл. 330 р. — прибл. 395 р.)
- Максим Сповідник (580—662 рр)
- Іван Золотоустий (прибл. 347 р. — прибл. 407 р.)
- Іван Дамаскин (пом. 749 р.)

## Особливості і розвиток
Спочатку патристика відстоювала догмати християнської релігії в боротьбі проти міфології, утверджувала несумісність релігійної віри з язичництвом (насамперед — з філософією гностицизму). Починаючи з III століття, патристика намагається пристосувати філософію неоплатонізму для обґрунтування принципів пізнання Бога. Головними ідеями патристичної теології є монотеїзм, супранатуралізм та креаціонізм: супранатуралізм та креаціонізм — визнання надприродності та трансцендентальності Бога, його абсолютної влади над світом, який він створив з нічого, його абсолютної благодаті та справедливості. Патристикою людина тлумачиться як Божа істота, чия істинна і первісна сутність була викривлена після гріхопадіння. Головним для патристики є пізнання шляху до Бога (богопізнання), спонукання рухатися цим шляхом задля досягнення єдності з Богом (теозис), що єдине може повернути людину до її первісного «негріховного» стану.

## Ключові фігури
- Климент Римський (прибл. 35 — прибл. 101)
- Ігнатій Антіохійський (прибл. 35 — прибл. 108)
- Арістідіос Афінський (пом. 140 р.)
- Полікарп Смірнський (прибл. 69 — прибл. 155)
- Таціан Асірійський (прибл. 120 — прибл. 180)
- Мелітон Сардійський(пом. 180 р.)
- Теофіл Антіохійський (пом. 184)
- Афенагорос Афінський (прибл. 133 — 190)
- Іполит Римський (прибл. 170 — прибл. 235)
- Юлій Африкан (прибл. 160 — прибл. 240)
- Ориген (прибл. 185 — прибл. 254)
- Мінуцій Фелікс (пом. ~250)
- Кипріян Карфагенський (пом. 258)
- Понтій Карфагенський (пом. 259)
- Діонісій Александрійський (пом. 264)
- Діонісій Римський (прибл. 200 — прибл. 268)
- Григорій Неокесарійський (прибл. 213 — прибл. 270)
- Анатолій Ладокейський (пом. 283)
- Вікторін Пітавійський (пом. 304)
- Памфил Кесарійський (пом. 309)
- Методій Олімпійський (пом. прибл. 311)
- Лактанцій (прибл. 250 — прибл. 325)
- Александр Александрійський (пом. 328)
- Арнобій Афр (пом. 330)
- Євсевій Кесарійський (прибл. 260 — прибл. 340)
- Євсевій Нікомедійський (пом. 342)
- Афраатос(прибл. 280 — прибл. 345)
- Пахомій Великий (прибл. 292 — прибл. 348)
- Антоній Великий (прибл. 251 — прибл. 356)
- Осій Кордубський (прибл. 256 — прибл. 357)
- Євсевій Емесський (прибл. 300 — прибл. 360)
- Євстахій Антіохійський (пом. 360)
- Потаміус (пом. 360)
- Іларій Піктавійський (прибл. 310 — прибл. 368)
- Євсевій з Верчеллі (прибл. 283 — прибл. 371)
- Люцифер з Кальярі (пом. 371)
- Афанасій Великий (прибл. 296 — прибл. 373)
- Єфрем Сирин (прибл. 306 — прибл. 373)
- Маркелл Анкірський (пом. 374)
- Зенон Веронський (прибл. 300 — прибл. 380)
- Аполінарій Лаодикійський (пом. 382)
- Амбросіастер (пом. 384)
- Кирило Єрусалимський (прибл. 313 — прибл. 386}})
- Тихоній Африканський (пом. 390)
- Немесій (пом. 390)
- Діодор Тарський (пом. 390)
- Паціан Барселонський (прибл. 310 — прибл. 391)
- Григорій Ельвірський (пом. 392)
- Фебадій Аженський (пом. 392)
- Мартин Турський (прибл. 313 – c. 397)
- Амвросій Міланський (прибл. 340 — прибл. 397)
- Дідим Сліпець (прибл. 313 — прибл. 398)
- Сиріцій Римський (прибл. 334 прибл. 399)
- Евагрій Понтійський (прибл. 345 — прибл. 399)
- Вікторин Афр (пом. 400)
- Оптатос (пом. 400)
- Публіліус (пом. 400)
- Руфіній Сирійський (пом. 401)
- Анастасій Римський (пом. 401)
- Єпіфаній Кіпрський (прибл. 310 — прибл. 403)
- Амфілохій Іконійський (пом. 403)
- Хроматос Аквілейський (пом. 407)
- Гауденцій Брешійський (пом. 410)
- Терезія Нолійська (пом. 410)
- Макарій Магнезійський (пом. прибл. 410)
- Руфін Аквілейський (прибл. 345 — прибл. 411)
- Феофіл Александрійський (пом. 412)
- Пруденцій (прибл. 348 — прибл. 413)
- Нікетас Ремесіанський (прибл. 335 — прибл. 414)
- Сінесій (прибл. 373 — прибл. 414)
- Іоан ІІ Єрусалимський (пом. 417)
- Сульпіцій Север (прибл. 360 прибл. 420)
- Маруфа Мартиропольський (пом. 420)
- Марціан Капелла (пом. 420)
- Паулінос Медіоланський (пом. прибл. 422)
- Северіан Гавальський (прибл. 380 — прибл. 425)
- Аттик Константинопольський (пом. 425)
- Єронім (прибл. 347 — прибл. 430)
- Палладій Галатійський (прибл. 363 — прибл. 430)
- Ніл Синайський (пом. 430)
- Паулін Ноланський (прибл. 354 — прибл. 431)
- Філіп Сідський (прибл. 380 — прибл. 431)
- Іван Касіян (прибл. 360 — прибл. 435)
- Раббула Едеський (пом. 435)
- Поссідій (пом. 437)
- Іссаак Вірменський (прибл. 354 — прибл. 439)
- Філосторгос (прибл. 368 — прибл. 439)
- Сократ Схоластик (прибл. 380 — прибл. 439)
- Гоноратус Антоній (пом. 440)
- Флавій Луций Декстер (прибл. 368 — прибл. 444)
- Кирило Александрійський (прибл. 376 — прибл. 444)
- Еухеріос Ліонський (прибл. 380 — прибл. 449)
- Хіларій з Арля (прибл. 403 — прибл. 449)
- Поемен (прибл. 340 — прибл. 450)
- Петро Хрисолог (прибл. 380 — прибл. 450)
- Езнік Гогбатши (прибл. 380 — прибл. 450)
- Созомен(прибл. 400 — прибл. 450)
- Агафангел Вірменський (пом. прибл. 450)
- Кводвультдеус Карфагенский (пом. 450)
- Вікент Лерінський (пом. 450)
- Ісидор Пелусійський (пом. 450)
- Маріус Меркатор (прибл. 390 — прибл. 451)
- Сальвіан (прибл. 405 — прибл. 451)
- Проспер Тірон (прибл. 390 — прибл. 455)
- Симеон Стовпник (прибл. 390 — прибл. 459)
- Ісаак Антіохійський (пом. 460)
- Арнобій Молодший (пом. 460)
- Патрик Ірландський (прибл. 385 — прибл. 461)
- Лев I Римський (прибл. 400 прибл. 461)
- Шенуте (прибл. 348 — прибл. 466)
- Феодорит Кирський (прибл. 393 — прибл. 466)
- Геннадій Константинопольський (пом. 471)
- Єгіше (прибл. 410 — прибл. 475)
- Тимофій ІІ Александрійський (пом. 477)
- Яків Цуртавелі (пом. прибл. 483)
- Віктор Вітенський (прибл. 430 — прибл. 484)
- Вігіліус Тапській (пом. 484)
- Діадох Фотікійський (прибл. 400 — прибл. 486)
- Мовсес Хоренаці (прибл. 410 — прибл. 490)
- Сідоній Аполлінарій (прибл. 430 — прибл. 490)
- Ауспіцій Тульський (пом. 490)
- Ісая Відлюдник (пом. 491)
- Геласій I (пом. 496)
- Геннадій Масалійський (пом. 496)
- Нонн Панополітанський (пом. 500)
- Антіпатер Бострійський (пом. 500)
- Нарсай Нісібійський (прибл. 399 — прибл. 502)
- Юліан Померій (пом. 505)
- Газар Парпеций (прибл. 442 — прибл. 510)
- Іоан Руф (прибл. 450 — прибл. 518)
- Еней Газский (пом. 518)
- Алцим Екдіцій Авіт (прибл. 450 — прибл. 519)
- Яков Серугський (прибл. 451 — прибл. 521)
- Еннодій Фелікс (прибл. 474 — прибл. 521)
- Філоксен Маббугський (пом. 523)
- Боецій (прибл. 477 — прибл. 524)
- Фульгенцій Руспійський (прибл. |467 — прибл. 533)
- Євгіппій (прибл. 460 — прибл. 535)
- Захарій Ритор (прибл. 465 — прибл. 536)
- Север Антіохійський (прибл. 465 — прибл. 538)
- Цезарій з Арля (прибл. 470 — прибл. 542)
- Бенедикт Нурсійський (прибл. 480 — прибл. 547)
- Фульгенций Ферандос (пом. 547)
- Козьма Індикоплевст (пом. 550)
- Примасіус Хадрументійський (пом. 560)
- Авва Доротей (прибл. 505 — прибл. 565)
- Іоанн Філопон (прибл. 490 — прибл. 570)
- Гільдас Мудрий (прибл. 500 — прибл. 570)
- Віктор Туннунський (пом. 570)
- Іван Малала (прибл. 491 — прибл. 578)
- Мартін Брагський (прибл. 520 — прибл. 580)
- Петро ІІІ Антіохійській (прибл. 550 — прибл. 591)
- Григорій І Антіохійській (пом. 593)
- Євагрій Схоластик (прибл. 536 — прибл. 594)
- Григорій Турський (прибл. 538 — прибл. 594)
- Іоанн IV Постник (пом. 595)
- Давид Анахт (пом. 600)
- Лонгін Енатонський (пом. 600)
- Леандер Севільський (прибл. 534 — прибл. 601)
- Григорій I Римський (прибл. 540 — прибл. 604)
- Еулогій Александрійський (пом. 608)
- Венанцій Фортунат (прибл. 530 — прибл. 609)
- Ісидор Севільський (прибл. 560 — прибл.626)
- Грегорі з Агрідженто (прибл. 559 — прибл. 630)
- Феофілакт Сімокатта (прибл. 580 — прибл. 630)
- Андрій Кесарійський (прибл. 563 — прибл. 637)
- Софроній Єрусалимський (прибл. 560 — прибл. 638)
- Іван Ліствичник (прибл. 579 — прибл. 649)
- Ананія Ширакаці (прибл. 610 — прибл. 685)
- Ісаак Ніневійський (пом. 700)
- Яков Едеський (прибл. 640 — прибл. 708)
- Беда Преподобний (пом. 735)